# يان ماريات
يان ماريات (بالفرنسية: Yan Marillat)‏ (12 أغسطس 1994 بلا ترونش في فرنسا - ) هو لاعب كرة قدم فرنسي في مركز حراسة المرمى.

## روابط خارجية
- يان ماريات على موقع إي إس بي إن إف سي (الإنجليزية)
- يان ماريات على موقع قاعدة بيانات كرة القدم.إي يو (الإنجليزية)
- يان ماريات على موقع Soccerway.com (الإنجليزية)